# Canal Faria-Timbó
Canal Faria-Timbó är en kanal i Brasilien.   Den ligger i delstaten Rio de Janeiro, i den sydöstra delen av landet, 900 km sydost om huvudstaden Brasília.
Runt Canal Faria-Timbó är det i huvudsak tätbebyggt. Runt Canal Faria-Timbó är det mycket tätbefolkat, med 5 021 invånare per kvadratkilometer.